# Sociedade Ave Libertas

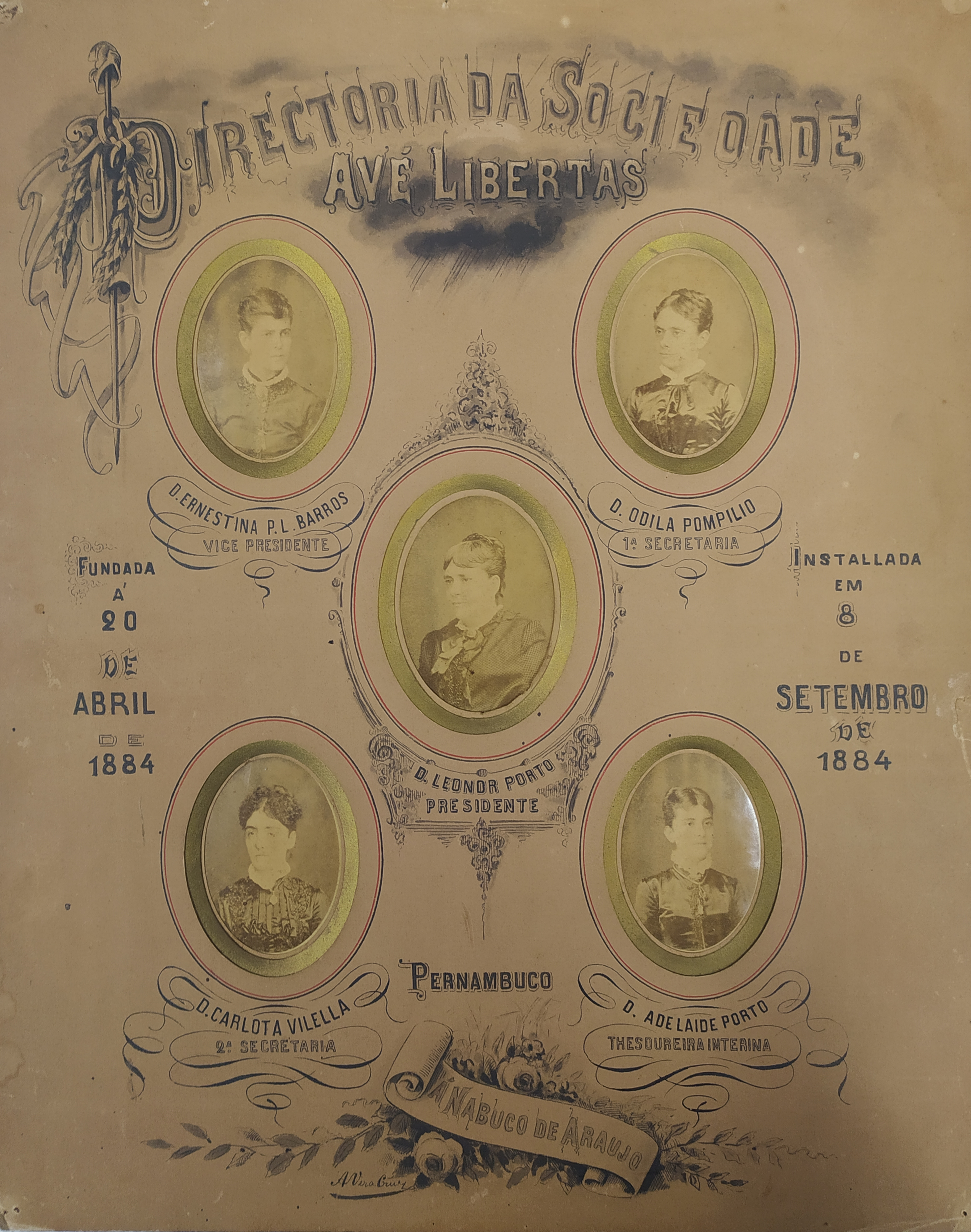
Foto exibindo a imagem da diretora, vice-presidente, 1ª e 2ª secretárias e tesoureira da sociedade Ave Libertas. Contém uma homenagem a Joaquim Nabuco na parte inferior da figura. O retrato remete ao registro da Sociedade, que ocorreu em 8 de setembro de 1884.

Ave Libertas (do latim, Salve a Liberdade), foi uma associação abolicionista recifense, fundada e composta apenas por militantes mulheres residentes da capital pernambucana. Sua fundação ocorreu em 20 de abril de 1884 e em 8 de setembro do mesmo ano a associação foi instalada e devidamente registrada.

## Surgimento
Após 25 de Março de 1884, data que marca a libertação dos escravizados da então província do Ceará, a quantidade de sociedades abolicionistas cresceu por todo o país. O associativismo ganhou evidência ao mostrar os resultados positivos com a abolição da escravidão no território cearense, tornando-a a primeira província do país a abolir completamente a escravidão.
As sociedades que começaram a surgir após a libertação do Ceará em 25 de Março de 1884, buscaram reproduzir em outras províncias algumas estratégias que foram adotadas no território cearense. Celso Castilho elaborou uma relação a respeito do aumento de associações abolicionistas na província de Pernambuco. O autor constatou que em 1884 houve a criação de 7 sociedades, uma delas foi a sociedade feminina Ave Libertas.
Para a associação, a relevância da abolição cearense foi tamanha, que inicialmente a sociedade receberia o nome de “25 de março”. Contudo, não foi possível visto que havia outro grupo com esse mesmo nome. Portanto a sociedade decide por ser “Ave Libertas”.

## História da Associação
A partir da Sociedade Nova Emancipadora, integrada por homens e mulheres, algumas das afiliadas se uniram para organizar a sociedade feminina. Para além da causa abolicionista, essas mulheres buscavam autonomia em relação às tomadas de decisão, pois, assim como outras questões políticas, o abolicionismo era tradicionalmente regido por homens.[carece de fontes?]

### Convite para o início de uma associação feminina

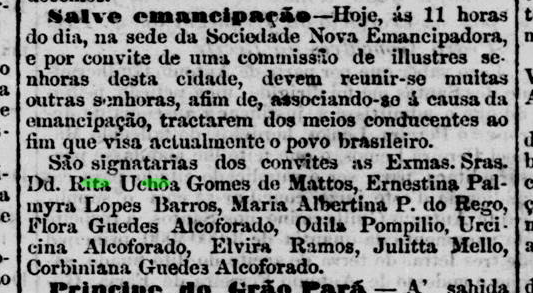
Fonte: Diario de Pernambuco, 20 de abril de 1884, Número 91, p. 3.

Em 1884 as militantes abolicionistas enviaram ao presidente da Associação Nova Emancipadora, João Ramos, uma solicitação para que fosse realizada uma reunião da nova sociedade, que viria a se tornar em 8 de setembro do mesmo ano, a Sociedade Ave Libertas, grupo formado apenas por mulheres que lutavam pela liberdade dos escravizados.
A Ave Libertas procurou combater a escravidão por meios lícitos e sua principal frente de luta era a compra de alforrias. Em seu primeiro ano de atuação a associação conseguiu alforria de 200 cativos. Para alcançar esse objetivo as integrantes promoviam bazares, eventos culturais. Também realizavam conferências e através dos discursos propagavam suas ideias, fazendo um trabalho de sensibilização na sociedade. A associação também arrecadava dinheiro através das mensalidades pagas pelas sócias.[carece de fontes?]
Leonor Porto é uma das integrantes de maior destaque, suas contribuições foram relevantes para o sucesso da sociedade. Ela foi modista e costureira, também aproveitava de sua profissão para aproximar-se cada vez mais das mulheres. Inicialmente D. Leonor foi retratada como tesoureira interina da sociedade, compondo uma diretoria improvisada. Entretanto, quando ocorre a instalação da associação ela é eleita presidente. Com a abertura da Ave Libertas, D. Leonor decidiu por libertar os escravizados que ainda possuía. Com este ato, que tornou-se um evento político, além de trazer visibilidade para a Sociedade, também inspirou outras pessoas para que fizessem o mesmo.
Outras importantes sócias foram a D. Odila Pompílio e D. Maria Albertina Pereira do Rego; a primeira, foi presidente interina e responsável por constantes discursos dentro da associação, a segunda foi a primeira secretária da associação e responsável por ler o primeiro discurso do grupo. Estas três abolicionistas citadas aparecem em recorrentes documentos da época por seus feitos e progressos em relação à associação e ao movimento abolicionista recifense.
Entre as integrantes da associação, encontram-se mães e filhas que atuaram juntas na Ave Libertas, suas identidades foram encontradas através de algumas publicações em jornais que abordavam aspectos das vidas privadas das militantes. Nesse aspecto, mais uma vez D. Leonor Porto é destacada, pois ela e suas duas filhas Adelaide e Albertina, estiveram envolvidas em atividades na sociedade.
Personagens históricos como Joaquim Nabuco, José Mariano, José do Patrocínio, André Rebouças, João Clapp, entre outros, obtiveram destaque no movimento abolicionista e em boa parte da historiografia. Apesar disso, a atuação das sócias da Ave Libertas, seja em parceria com os abolicionistas destacados ou de forma independente, foi valorosa para o fortalecimento do movimento e portanto, o fim da escravidão. O envolvimento feminino nas questões abolicionistas representa uma adesão das mulheres à vida pública, ainda marcada pela predominância dos homens.[carece de fontes?]
Os abolicionistas anteriormente destacados reconheciam a atuação da Associação, inclusive Joaquim Nabuco e José Mariano mantinham contato direto com as sócias e compareciam aos eventos organizados pela sociedade.[carece de fontes?]

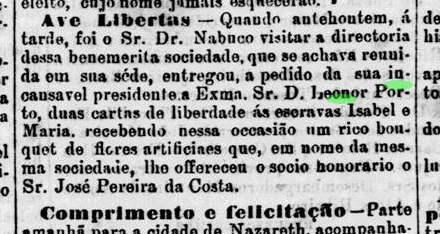
Fonte: Jornal do Recife, 20 de Junho de 1885 Ed. 139 p.1

No arquivo, o Jornal do Recife evidencia a relação que as sócias tinham com famosos abolicionistas ao abordar a respeito de uma visita feita por Joaquim Nabuco a diretoria da Associação. Na visita Nabuco entregou a D. Leonor duas cartas de liberdade correspondentes às escravizadas Isabel e Maria.  
Na província de Pernambuco, a sociedade Ave Libertas se concretiza enquanto uma sociedade feminina que visava auxiliar na libertação de todos cativos do Recife, e não apenas crianças e mulheres, como frequentemente ocorria nos grupos femininos criados em outras províncias. A associação era estruturada com modos de atuações pontuais, como a disseminação de suas ideias através do jornal e discursos com o caráter metafórico e lírico. O estatuto da sociedade deixa nítido quais atividades práticas eram realizadas.[carece de fontes?]

## Práticas
A despeito de seu estatuto e de suas ações práticas, a associação Ave Libertas escolheu meios legais para suas atividades, entretanto, algumas de suas sócias auxiliaram poucas ações de desobediência civil do Club do cupim.
Através da associação Ave Libertas, as mulheres abolicionistas do Recife, puderam praticar as estratégias mais frequentes do movimento abolicionista como um todo, da mesma forma que as sociedades masculinas e mistas, elas atuaram de forma institucional e em espaços públicos.
Uma significativa parcela das militantes da sociedade obtiveram acesso à educação, fato que contribuiu para possibilitar a atuação delas em diversas áreas, como professoras, poetisas e musicistas. O que viabilizou a participação da sociedade em diversos espaços relacionados a essas profissões. A partir desse conhecimento, a associação obteve a oportunidade de poder manifestar-se através da escrita em jornais e revistas. A autora Luzilá Ferreira denominou esta atuação feminina na imprensa como “luta intelectual”.
As sócias frequentemente alimentavam uma teia de ativismo, na tentativa de conectar mais mulheres à associação e sensibilizá-las quanto ao movimento abolicionista em si, assim como aproximá-las das questões políticas, de tal forma que em 1887 a sociedade chega a ter mais 60 sócias. Entretanto, ainda não há registros da presença de mulheres de pele escura no movimento abolicionista institucionalizado no Recife. Contudo, a escritora Luzilá Ferreira acredita que as ações individuais das escravizadas em busca da própria liberdade são parte do princípio da atuação feminina contra a escravidão.
Ainda a respeito da atuação prática da associação, eram realizados eventos para angariar fundos, estes iam desde atividades menores até as intervenções mais significativas como os festivais em teatros. Os fundos arrecadados eram utilizados na compra de alforria para os escravizados.

### Anúncio de Espetáculo em benefício da Sociedade Ave Libertas
Espetáculo no Teatro Santo Antônio, em benefício da associação Ave Libertas e especialmente dedicado à sócia D. Leonor Porto por seus serviços prestados à causa abolicionista.[carece de fontes?]

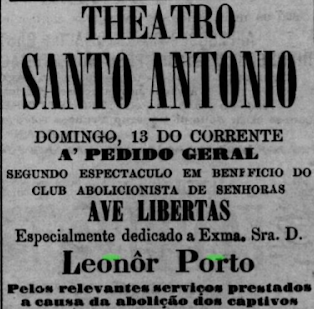
Diario de Pernambuco, sexta 11 de Julho de 1884, Número 158, p. 5.

### Grande festival abolicionista da Ave Libertas

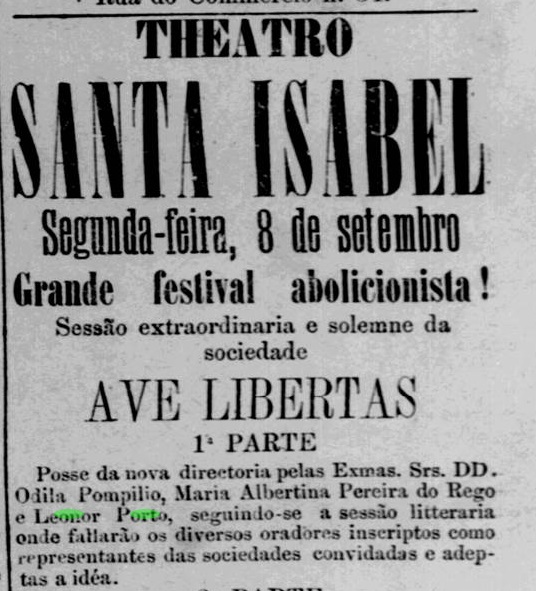
Diario de Pernambuco, 6 de setembro de 1884, Número 206, p. 4.

O festival ocorreu no Teatro Santa Isabel, tratava-se de uma sessão extraordinária da sociedade Ave Libertas. No evento foi anunciado a nova diretoria; como presidente a D. Leonor Porto, a vice-presidente D. Ernestina P. Lopes de Barros, as 1ª e 2ª secretarias Odila Pompilio e Carlota Villela dos Santos. No cargo de tesoureira a D. Flora Guedes Alcoforado, esta última foi posteriormente substituída por D. Adelaide Porto.

### Conferência de 25 de março de 1885
Em 25 de março de 1885 ocorreu uma conferência abolicionista no Teatro Santa Isabel, publicada pela sociedade.  A Conferência foi regida pelo abolicionista Fernando de Castro e foi dedicada tanto a Joaquim Nabuco, como a Ave Libertas. A data da conferência foi propositalmente escolhida para comemorar a libertação cearense.[carece de fontes?]
Em seu discurso, Fernando de Castro falou a respeito de como a data escolhida era simbólica não apenas pela abolição da escravidão na província do Ceará, mas também pela primeira constituição do Brasil (1824).
No início de seu discurso, Fernando de Castro elogia as mulheres que estão presentes, chamando-as de encarnação do trabalho e do patriotismo. Em seguida, ele retorna ao começo da colonização portuguesa no Brasil na tentativa de descrever de forma crítica como se deram as bases da escravidão colonial. Nesse momento o conferencista critica diretamente os jesuítas e os acusa de fomentar não apenas a escravização dos africanos, como também a dos indígenas e fala que a América do Sul foi palco de uma dupla destruição moral de duas raças e, mesmo com a perseguição dos navios ingleses aos navios negreiros, o Brasil seguia com o tráfico de africanos.
O discurso de Fernando de Castro defendia que, ao contrário do que se falava na época, o abolicionismo não iria introduzir na sociedade os germes da anarquia civil, da desorganização, do trabalho e da decadência moral. A escravidão, por sua vez, que foi a responsável por trazer depredações, guerras, desespero e lágrimas. Além disso, Fernando de Castro aponta que a escravidão era a base da produção agrícola, e que foi o único trabalho organizado do país.[carece de fontes?]
A sociedade Ave Libertas durante a conferência fazia um apelo e convidava as mulheres para o movimento abolicionista, argumentando que era dever de toda brasileira, levantar e lutar contra a escravidão.[carece de fontes?]

## Jornal Ave Libertas
O Jornal da Sociedade Ave Libertas foi publicado em 8 de Setembro de 1885 em comemoração ao seu primeiro aniversário. No folheto é informado que até aquela data a associação havia conseguido comprar 200 cartas de alforria. Nas 4 páginas que compõem a única edição do jornal, também encontram-se diversos textos de autoria das sócias.[carece de fontes?]

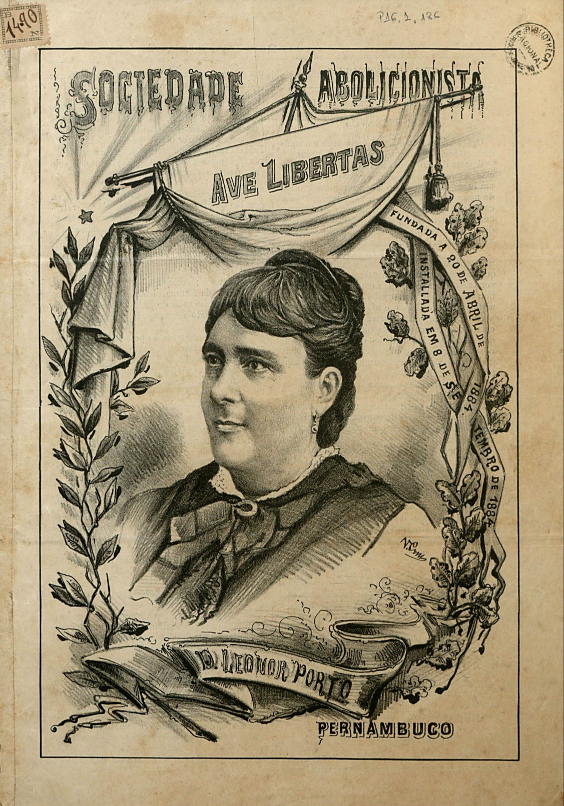
Capa do Jornal da Sociedade abolicionista Ave Libertas contendo sua diretora Leonor Porto

Segundo Luzilá Ferreira, Leonor Porto é exibida na primeira página do jornal como uma venerável matrona, com um vestido de gola alta e cabelos presos. É retratada como uma chefe, mas ao invés de uma figura masculina é uma mulher. Seu retrato possui de um lado ramos de louro, que remete a vitórias, enquanto do outro lado podemos observar galhos de carvalho, que remete a força e resistência. Acima de Leonor está a bandeira da Sociedade, como um símbolo de proteção. Já na segunda, terceira e quarta página do jornal, é possível verificarmos alguns escritos, de caráter libertário, das outras sócias que faziam parte da associação.
Na segunda página do jornal é possível verificarmos alguns escritos de cunho abolicionista assinados por mulheres. O primeiro é direcionado aos escravizados, assegurando que a associação não iria recuar em sua mobilização, sendo finalizado com as seguintes palavras: “Libertaremos a pátria ou morreremos na luta, abraçadas à bandeira da abolição, que é a dor progresso e da civilização!”.

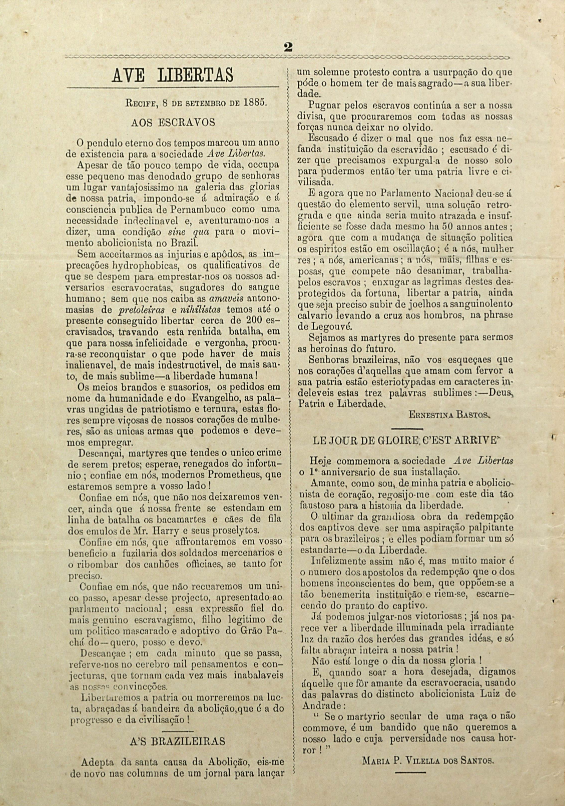
Sociedade Abolicionista Ave Libertas Jornal, página 2

Ainda na segunda página, há um texto direcionado às brasileiras, nele a associação chama a todas para a luta abolicionista; “Sejamos as mártires do presente para sermos as heroínas do futuro.”

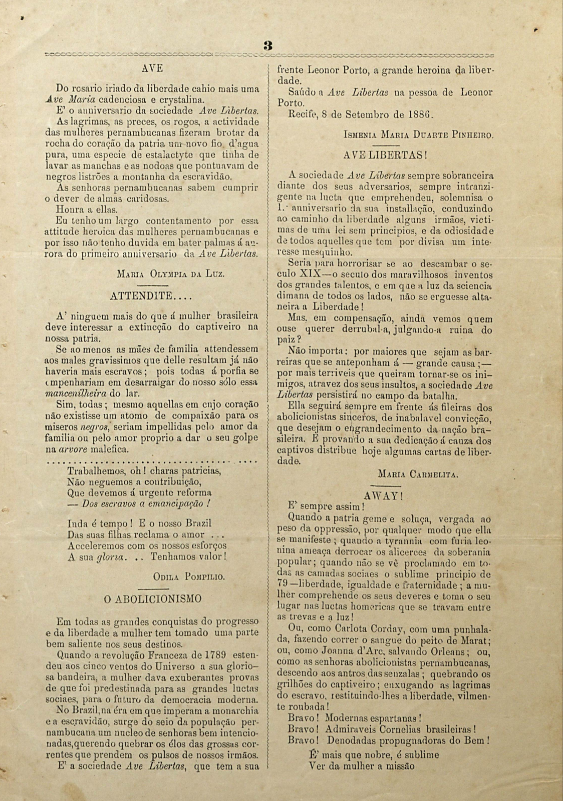
Sociedade Abolicionista Ave Libertas Jornal, página 3

Na terceira página, assim como na anterior, a associação publicou escritos abolicionistas e neles encontram-se incentivos para que as mulheres se juntem à luta, bem como a reafirmação de que a sociedade não abandonaria a luta antiescravista, mesmo que tenha que enfrentar os insultos e ataques por parte dos escravistas.
A quarta página do jornal segue com a temática abolicionista, reafirmando mais uma vez que a determinação da sociedade em continuar com sua atuação, também tecendo críticas a quem é opositor à liberdade. Entretanto, diferente das outras páginas mencionadas, dessa vez também encontramos um soneto.

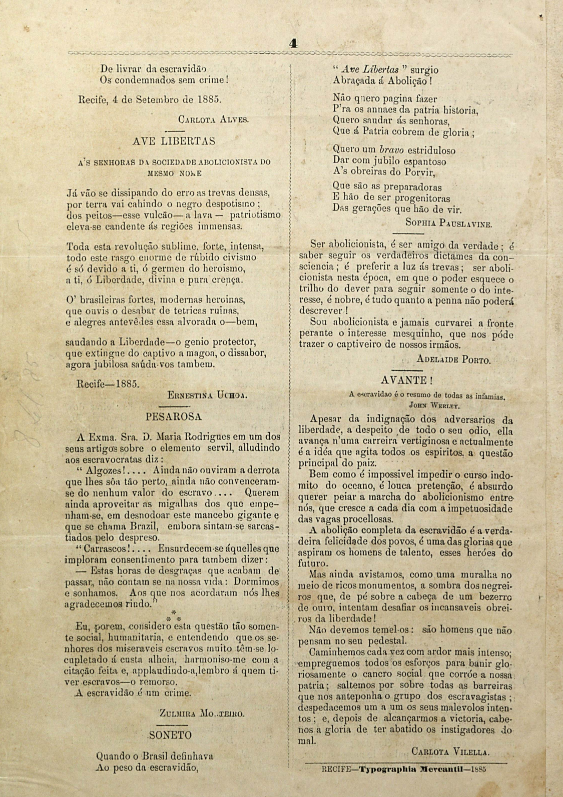
Sociedade Abolicionista Ave Libertas Jornal, página 4

## Estatuto da Sociedade Abolicionista Ave Libertas
TÍTULO 1º
Art. 1º - Fica criada no Recife uma associação abolicionista com a denominação de Sociedade Ave Libertas, cujos fins são:
§ 1º - Promover a libertação de todos os escravos do município do Recife por todos os meios lícitos e legais ao seu alcance.
§ 2º - Proteger a sorte dos mesmos, impetrando de seus senhores, por todos os meios brandos e suasórios, a cessação de maus tratos, castigos e torturas.
TÍTULO 2º
DAS SÓCIAS, DIREITOS E OBRIGAÇÕES
Art. 2º - São sócias a senhoras de família da cidade do Recife e subúrbios que se inscrevem em um livro adaptado da Sociedade ou que forem propostas pelas sócias efetivas.
Art. 3º - As sócias se dividiram em efetivas, honorárias e benfeitoras.
§ 1º - São efetivas todas as compreendidas no artigo 2º.
§ 2º - São honorárias as que a Sociedade julgar dignas desse título por seus serviços prestados à causa de emancipação.
§ 3º - São benfeitoras as que fizerem donativos de uma ou mais libertação gratuita ou de um valor superior à quantia de 100$000 de uma só vez.
§ 4º - As sócias honorárias e benfeitoras poderão ser de qualquer nacionalidade, sendo extensivos aos homens estes títulos.
Art. 4º - As sócias efetivas poderão votar e ser votadas.
Art. 5º - A sócia efetiva é obrigada:
§ 1º - A pagar uma joia nunca inferior a 2$000 e a mensalidade de 1$000.
§ 2º - A comparecer as seções, podendo discutir qualquer assunto e fazer as observações que este lhe sugerir.
TÍTULO 3º
DA DIRETORIA
Art. 6º - A diretoria se comporá de presidente, vice-presidente, 1ª e 2ª secretárias e tesoureira.
TÍTULO 4º
DA PRESIDENTE E VICE-PRESIDENTE
Art. 7º - Compete à presidente:
§ 1º - Convocar e presidir as sessões, designando-lhe dia e hora.
§ 2º - Nomear as comissões que se tornarem necessárias.
§ 3º - Autorizar à tesouraria as despesas necessárias.
§ 4º - Promover até novas eleições os cargos que vagarem.
Art. 8º - A vice-presidente compete substituir a presidente em seus impedimentos.
TÍTULO 5º
DAS SECRETÁRIAS
Art. 9º - À 1ª secrtária cabe:
§ 1º - Redigir e ler os atos das sessões e tudo quanto for concernente a seu cargo, como: ofícios, participações e correspondências e conservar o arquivo da sociedade.
Art. 10º - À 2ª secretária cabe:
§ 1º - Aceitar tudo a subdivisão de trabalho que lhe for designada ou distribuída pela 1ª secretária.
§ 2º - Substituir a 1ª secretária nos seus impedimentos.
TÍTULO 6º
DA TESOURARIA
Art. 11º - À tesoureira cabe:
§ 1º - Ter a seu cargo a caixa da Sociedade.
§ 2º - Receber todas as quantias devidas e ofertadas à Sociedade.
§ 3º - Nomear pessoa para encarregar-se da cobrança, podendo marcar uma porcentagem, se o julgar necessário.
§4º - Ter em boa escrituração o livro caixa.
§ 5º - Apresentar um balancete de 3 em 3 meses.
TÍTULO 7º
DAS SESSÕES
Art. 12 – A assembleia se reunirá uma vez por mês em reunião ordinária, podendo reunir-se extraordinariamente quando a presidente julgar necessário ou quando requerida a reunião por 10 ou mais sócias quites com a tesouraria.
Art. 13º - Haverá no dia do aniversário da instalação solene, que é considerado festivo para a sociedade, uma sessão literária podendo ter parte musical, tornando nessa ocasião posse a nova diretoria. Para esta ocasião se convidará as sociedades abolicionistas do Recife, ficando os demais convites ao arbítrio da Diretoria. Nessa sessão libertará a sociedade o maior nº de escravos que for possível.
Art. 14º - Sempre que os interesses da sociedade o exigirem haverá reunião da Diretoria.  
Art. 15º - As sessões funcionarão com qualquer nº de sócias.
TÍTULO 8º
DA RECEITA DA SOCIEDADE
Art. 16º - A receita da Sociedade se comporá: das joias, mensalidades das sócias, donativos, resultados de subscrições promovidas por comissões, benefícios, loterias e subscrição requeridas ao governo.
TÍTULO 9º
DAS ALFORRIAS
Art. 17º - A Sociedade não fará indenização de liberdade que seja alcançada por quantia superior a 100$000, por cada escravo.
Art. 18 – Para alforria a sociedade dará preferência aos escravos que já estiveram inscritos em outras sociedades organizadas nesta cidade.
TÍTULO 10º
DISPOSIÇÕES GERAIS
Art. 19º - A eleição da Diretoria terá lugar 15 antes do aniversário da instalação, salvo se a sessão designada para esse fim, que corresponder aquele prazo, comparecerem menos 10 sócias, verificará a eleição com qualquer número.
Art. 20º - No caso da dissolução da sociedade o remanescente do fundo social que não chegar para uma libertação, será ofertado às sociedades de são Vicente de Paula do Recife.
Recife e sala de sessões da  
SOCIEDADE AVE LIBERTAS
4 de maio de 1884
Odília Pompílio, Presidente;
Maria Albertina do Rêgo, 1ª secretária;
Isabel Mendes Peres, 2ª secretária;
Leonor Porto, Tesoureira.